# HolidayCheck Group
Die HolidayCheck Group AG (ehemals Tomorrow Focus AG) hat ihren Sitz in München und ist ein Online-Reiseunternehmen. Sie fungiert als Muttergesellschaft des HolidayCheck Group-Konzerns, zu dem die HolidayCheck AG, die Driveboo AG (beide mit Sitz im schweizerischen Bottighofen) und die HC Touristik GmbH in München gehören.
Das Unternehmen entstand Ende 2001 aus der Fusion der Focus Digital AG und der Tomorrow Internet AG.
Im Geschäftsjahr 2023 beschäftigte HolidayCheck 271 Mitarbeiter und erzielte einen Umsatz von 147,3 Millionen Euro.

## Geschichte

### Gründung und Anfänge
Die Focus Digital AG wurde im Mai 2000 gegründet und ging wenige Wochen später an die Börse. Die Erstnotiz am Neuen Markt fand am 13. Juli 2000 statt. Nach der Verschmelzung der Focus Digital AG und der Tomorrow Internet AG zur Tomorrow Focus AG im Jahr 2001 übernahm das Unternehmen 2002 die Lizenz zur Herausgabe des deutschen Playboy Magazins.
In den ersten Jahren ihrer Geschäftstätigkeit konzentrierte sich die Tomorrow Focus AG auf werbefinanzierte Onlineportale, zu denen neben dem Nachrichtenportal Focus Online auch verschiedene Marken der ehemaligen Verlagsgruppe Milchstraße gehörten, die später im Burda Medienkonzern aufging.

### Börsengang und Expansion
Im Jahr 2003 wurde die Aktiengesellschaft erstmals im Prime Standard der Deutschen Börse gelistet. Ab 2006 übernahm das Unternehmen mehrheitlich Anteile an der HolidayCheck AG und der EliteMedianet GmbH. 2008 beteiligte sich Tomorrow Focus an Adjug, einem Marktplatz für Internet-Werbeinventar, und übernahm jeweils die Mehrheit des Ärzte-Bewertungsportals Jameda und des Finanzportals Finanzen100, die 2011 vollständig in den Besitz von HolidayCheck übergingen. Im dritten Quartal 2008 führte HolidayCheck das Mietwagen-Portal MietwagenCheck als eigenständige Marke ein.
2012 erwarb das Unternehmen mehrheitliche Anteile am niederländischen Online-Reisebüro Tjingo sowie an Webassets B.V., dem Betreiber der Portale Zoover und MeteoVista. Kurz darauf übernahm Tomorrow Focus die Mehrheit am französischen Online-Reisebüro Ecotour.com (RPC Voyages SAS) sowie das Elternportal NetMoms GmbH. Im Oktober 2013 startete die deutschsprachige Ausgabe der Huffington Post unter dem Dach der Tomorrow Focus AG. Mit Wirkung zum 2. Dezember 2013 verkaufte die Internetgruppe die digitale Technikagentur Tomorrow Focus Technologies GmbH an die niederländische Tie Kinetix N.V. Im Frühjahr 2014 wurde die erste Version eines App-basierten Organisations- und Erinnerungssystems für Dokumente des Start-ups Organize.me eingeführt, das jedoch zum 29. Februar 2016 aufgrund mangelnder Nutzerzahlen wieder eingestellt wurde.

### Umstrukturierung
Zum 1. Januar 2014 wurde der Konzern im Rahmen einer neuen Unternehmensstrategie in die Segmente Travel, Publishing und Subscription neu strukturiert. Im Jahr 2014 erzielte das Segment Travel einen Umsatz von 95,8 Millionen Euro und ein EBIT von 16,7 Millionen Euro, was etwa 60 % des Gesamtumsatzes ausmachte.
Am 1. Mai 2015 verkaufte Tomorrow Focus alle publizistischen Marken, darunter Focus Online, die Huffington Post, NetMoms und Finanzen100, für 30 Millionen Euro an Burda. Auch der Digitalvermarkter Tomorrow Focus Media ging an Burda über und wurde in ForwardAdGroup umbenannt. Im Juni 2015 veräußerte die Tomorrow Focus AG die EliteMedianet GmbH, die das Partnervermittlungsportal ElitePartner betreibt und im November desselben Jahres die Jameda GmbH, Betreiberin des gleichnamigen Arztempfehlungsportals. Damit ist das Unternehmen seit 2016 ein reiner Online-Reisekonzern.
Im Juni 2016 stimmten die Aktionäre auf der Hauptversammlung in München einer Umbenennung in HolidayCheck Group AG zu.
Im Jahr 2018 startete HolidayCheck eine eigene Kreuzfahrt-Plattform für paketierte Rundreisen und begann im Dezember desselben Jahres mit dem Vertrieb von Hotelübernachtungen und Pauschalreisen über den eigenen Reiseveranstalter HolidayCheck Reisen.

### Jüngere Entwicklungen
Im November 2019 erwirkte die HolidayCheck Group beim Landgericht München ein bedeutendes Urteil im Kampf gegen Bewertungsbetrug. Im Juli 2020 wurde das Portal Zoover an Vakanties.nl verkauft, wobei der Kaufpreis nicht bekannt gegeben wurde. Im August desselben Jahres folgte der Verkauf von MeteoVista BV. Die Muttergesellschaft WebAssets BV blieb im Besitz der HolidayCheck Group.
Ende 2020 beschäftigte das Unternehmen 300 Mitarbeiter an den Standorten Bottighofen, München (HolidayCheck Solutions GmbH), Posen und Warschau.

### Corona-Krise
Wie viele Unternehmen in der Reise- und Touristikbranche wurde auch HolidayCheck stark von den Auswirkungen der Corona-Krise getroffen. Der Umsatz fiel in den ersten drei Quartalen 2020 um 89 %, was zu einem drastischen Rückgang des Geschäftsergebnisses und des Aktienkurses führte. Zur Konsolidierung wurden insgesamt 100 Mitarbeiter entlassen, darunter 50 am Standort der HolidayCheck AG in Bottighofen. Zusätzlich wurde der Geschäftsbereich Kreuzfahrten eingestellt und mehrere Beteiligungen im Ausland verkauft. Aus Kostengründen wurde auch die Partnerschaft mit Lufthansa Miles & More vorübergehend ausgesetzt; diese Partnerschaft konnte jedoch im September 2022 wieder aufgenommen werden. Mit dieser Kooperation können Teilnehmer des Programms durch Hotelbewertungen Bonusmeilen sammeln.
Im Jahr 2021 konnte HolidayCheck eine leichte Erholung bei der Geschäftstätigkeit sowie ein verbessertes Geschäftsergebnis verzeichnen.

## Unternehmensstruktur

### Geschäftstätigkeit und Leistungsangebot
Die Gesellschaft vereint mehrere Unternehmen unter ihrem Dach, darunter die HolidayCheck AG (Betreiberin der gleichnamigen Hotelbewertungs- und Reisebuchungsportale), die Driveboo AG (Betreiberin des Mietwagenportals MietwagenCheck) sowie die HC Touristik GmbH.
Einnahmen generieren die Unternehmen der HolidayCheck Group hauptsächlich durch transaktionsbasierte Online-Geschäftsmodelle im Reisebereich sowie durch die Organisation von Reisen. Hauptmärkte sind Deutschland, Österreich und die Schweiz.
Mit Sitz im schweizerischen Bottighofen betreibt die HolidayCheck AG für jedes dieser Länder ein Hotelbewertungs- und Reisebuchungsportal. Sie erzielt Umsätze durch Vermittlungsprovisionen für Pauschalreisen, Hotels und Mietwagen. Zudem generiert sie Werbeeinnahmen durch die Vermarktung ihrer Webseiten und die Weiterleitung von Nutzern an andere Buchungsportale sowie durch ein Clubmodell.
Die HC Touristik GmbH mit Sitz in München fungiert als Reiseveranstalter unter dem Namen HC Reisen und erwirtschaftet ihre Umsätze durch die Organisation von Hotel- und Pauschalreiseangeboten über die Buchungsportale von HolidayCheck.
In Bottighofen ansässig, betreibt die Driveboo AG die Mietwagenvermittlungsportale MietwagenCheck und Driveboo und erhält Provisionen für die Vermittlung von Mietwagen.
Zusätzlich umfasst die HolidayCheck Group auch die nicht operative HolidayCheck Group AG mit Sitz in München sowie die internen Dienstleister HolidayCheck Polska Sp. z o.o. und HolidayCheck Solutions GmbH, die ausschließlich interne Umsätze erwirtschaften.

### Aktionärsstruktur
Am 29. September 2021 gab die HolidayCheck Group die Absicht eines Delisting bekannt. Dieser Schritt wurde am 26. November 2021 vollzogen. Mehrheitsgesellschafterin ist die Burda Digital SE, einer Tochtergesellschaft von Hubert Burda Media.

### Kennzahlen
| Kennzahlen IFRS bis 2021 | Kennzahlen IFRS bis 2021 | Kennzahlen IFRS bis 2021 | Kennzahlen IFRS bis 2021     |
| Geschäftsjahr            | Umsatz in Mio €          | EBIT in Mio €            | Mitarbeiter zum 31. Dezember |
| ------------------------ | ------------------------ | ------------------------ | ---------------------------- |
| 2004                     | 48,8                     | −2,9                     | 228                          |
| 2005                     | 53,3                     | 3,3                      | 217                          |
| 2006                     | 65,6                     | 4,8                      | 334                          |
| 2007                     | 74,9                     | 7,4                      | 412                          |
| 2008                     | 77,1                     | 5,7                      | 457                          |
| 2009                     | 92,2                     | 8,9                      | 590                          |
| 2010                     | 128,2                    | 15,9                     | 562                          |
| 2011                     | 128,3                    | 16,8                     | 590                          |
| 2012                     | 149,1                    | 16,8                     | 678                          |
| 2013                     | 188,6                    | 20,9                     | 725                          |
| 2014                     | 161,5                    | 17,4                     | 698                          |
| 2015                     | 104,4                    | −0,3                     | 387                          |
| 2016                     | 107,3                    | 2,7                      | 386                          |
| 2017                     | 121,6                    | −5,7                     | 439                          |
| 2018                     | 138,9                    | 3,0                      | 471                          |
| 2019                     | 143,7                    | −3,7                     | 490                          |
| 2020                     | 14,5                     | −45,5                    | 343                          |
| 2021                     | 67,0                     | 3,7                      | 240                          |
| 2022                     | 118,3                    | – *                      | 243                          |

| Kennzahlen HGB ab 2022* | Kennzahlen HGB ab 2022* | Kennzahlen HGB ab 2022*      |
| Geschäftsjahr           | Umsatz in Mio €         | Mitarbeiter zum 31. Dezember |
| ----------------------- | ----------------------- | ---------------------------- |
| 2022                    | 118,3                   | 243                          |
| 2023                    | 147,3                   | 271                          |

* das EBIT wird seit dem Geschäftsjahr 2022 nicht mehr erhoben.